# あさぴー号

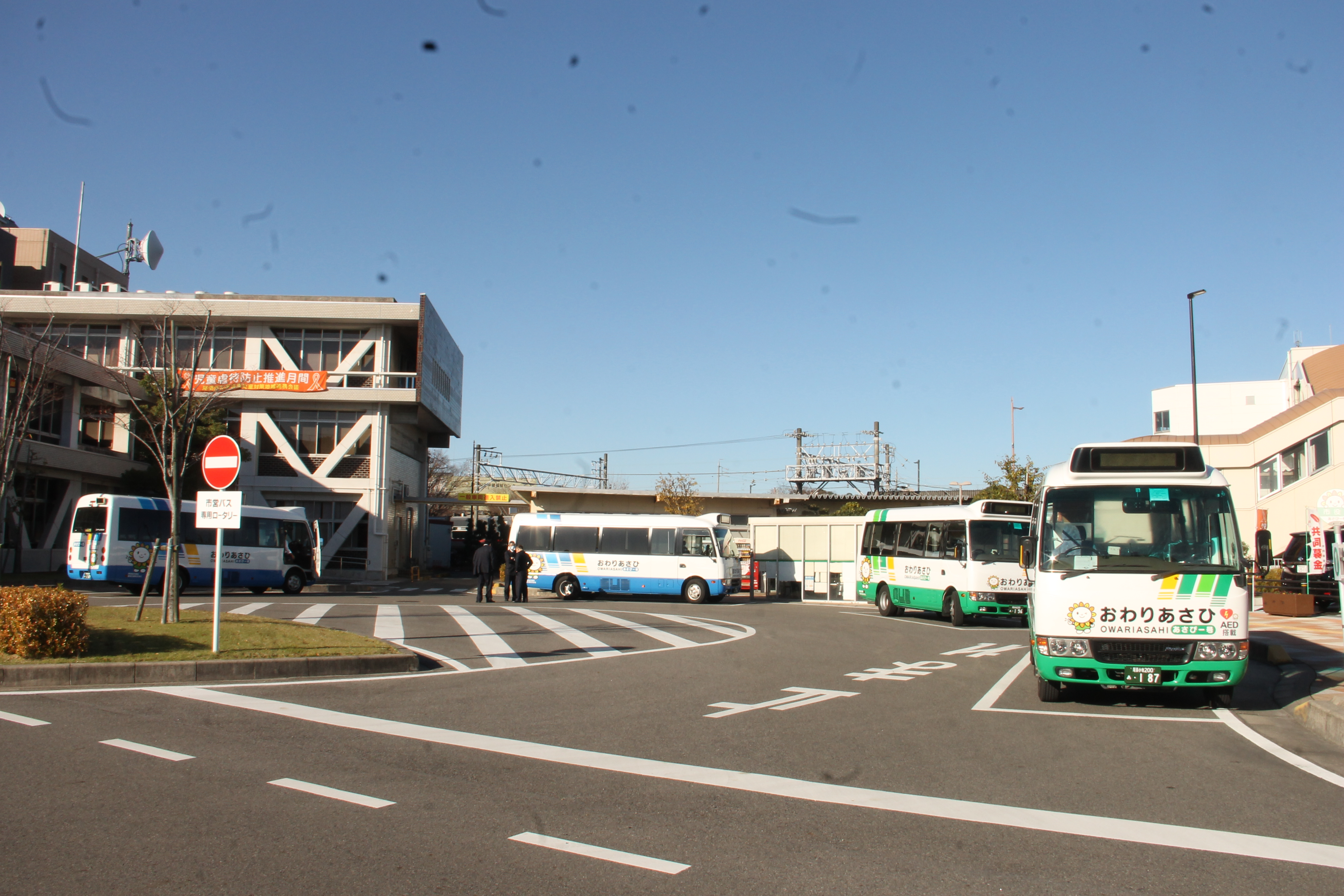
あさぴー号車両（市役所バス停）

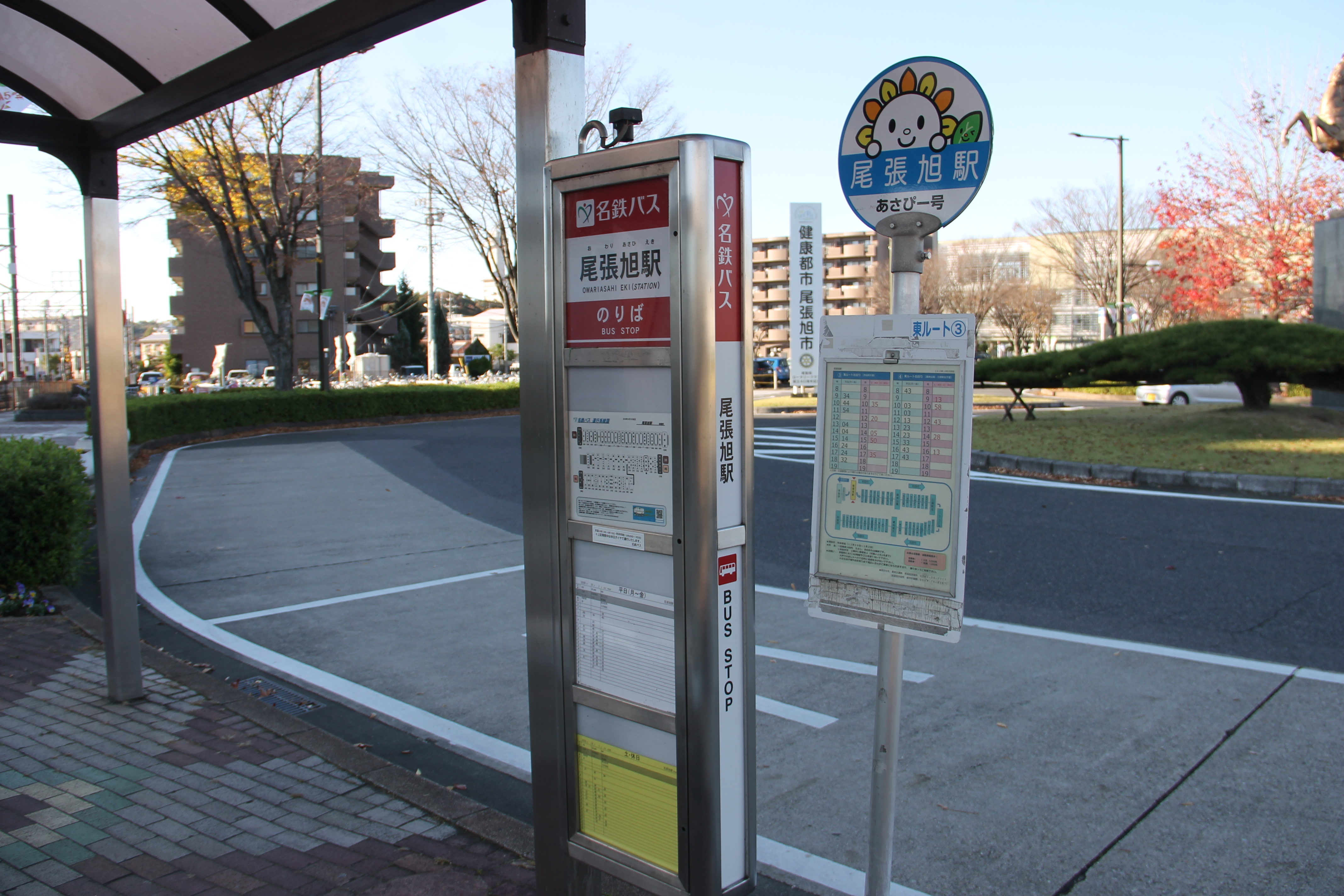
尾張旭駅バス停

あさぴー号（あさぴーごう）は、愛知県尾張旭市が運行するコミュニティバスである。
正式名称は尾張旭市営バスあさぴー号（おわりあさひしえいバス あさぴーごう）。豊栄交通が、運行を行っている。

## 概要
毎日運行。ただし年末年始（12月29日から1月3日まで）は運休。
運賃は1乗車100円。回数券と定期券が発売されている。manacaなどのICカードは利用できない。

## 沿革
- 2004年（平成16年）12月1日 - 尾張旭市公共交通を試験運行開始。西・東・南の3ルート。
- 2005年（平成17年）8月1日 - 経路変更。愛知医科大学病院へ乗入れ。藤が丘駅までの名古屋市営バス（幹藤丘1号系統）と接続する「本地住宅前」停留所を新設。
- 2006年（平成18年）8月7日 - 南西ルートを新設（ただし後に西ルートへ統合）。回数券の発売を開始。
- 2007年（平成19年）12月5日 - 西ルート、東ルートの車両をワゴン車からマイクロバスに変更。愛称が決定し、尾張旭市営バス「あさぴー号」となる。
- 2008年（平成20年）
  - 4月1日 - 本格運行を開始。
  - 10月1日 - 路線を再編。4路線あったルートを2路線に統合。右回り・左回りの双方向運行を開始。
    - 西・南西 → 「西ルート（右回り・左回り）」
    - 東・南 → 「東ルート（右回り・左回り）」
- 2016年（平成28年）4月1日 - 運行内容を一部変更。
  - ダイヤ改正。新たに土・休日ダイヤを設定し、これまで運休日だった日曜・祝日の運行を開始。
  - 定期券の発売を開始（全ルートで使用可。1ヶ月3,000円）。
  - 車両を6台に増車（うち4台はデザインを変更）。

## 路線
- 西ルート
  - 市役所 - 旭前駅 - 晴丘 - 本地ヶ原 - 印場駅 - 旭労災病院 - 旭前駅北 - 城山公園 - 尾張旭駅 - 市役所

- 東ルート
  - 市役所 - 尾張旭駅 - 旭ヶ丘運動広場 - 旭台西 - 三郷駅北 - 狩宿町 - 愛知医大 - 晴丘 - 市役所

## 車両
車両はあさぴー号専用の三菱ふそう・ローザが用いられ、全車両に自動体外式除細動器（AED）を搭載している。